# Joe Smith junior
Joe Smith junior (* 20. September 1989 auf Long Island, New York, USA) ist ein US-amerikanischer Profiboxer und ehemaliger WBO-Weltmeister im Halbschwergewicht.

## Persönliches
Joe Smith wurde als ältestes von acht Geschwistern im Süden von Long Island geboren und absolvierte 2007 die William Floyd High School. Er ist verlobt und wurde 2008 Vater einer Tochter.
Smith arbeitete für die Baufirma Laborers 66 auf Long Island und machte sich 2017 mit der Firma Team Smith Tree Service selbstständig, welche sich um die Bewirtschaftung von Bäumen auf Long Island kümmert.

## Amateurkarriere
Joe Smith begann im Alter von 13 Jahren in der Atlantic Veteran's Memorial Boxing Academy in Bellport mit dem Boxsport und bestritt als Amateur rund 50 Kämpfe, wobei er mehrere Turniere in New York gewann, darunter 2008 die New York Golden Gloves.

## Profikarriere
Im September 2014 unterzeichnete Joe Smith junior einen Profivertrag mit der in White Plains ansässigen Promotionsfirma Star Boxing von Joe DeGuardia, sein Trainer ist Gerard Capobianco. Smith war bereits 2009 zu den Profis gewechselt und hatte bis zur Vertragsunterzeichnung bei Star Boxing 17 Kämpfe bestritten und davon 16 gewonnen. Im Anschluss gewann Smith fünf weitere Kämpfe.
Am 18. Juni 2016 boxte er im Hauptkampf eines auf NBC Sports übertragenen Events um den International-Title der WBC im Halbschwergewicht und siegte völlig überraschend durch TKO in der ersten Runde gegen Andrzej Fonfara, welcher zu diesem Zeitpunkt auf Platz 2 der Weltrangliste geführt worden war. Der Sieg wurde später vom Ring Magazine zur Überraschung des Jahres gewählt.
Am 17. Dezember 2016 besiegte er ebenso überraschend den mehrfachen Rekordweltmeister Bernard Hopkins durch KO in der achten Runde, worauf dieser seine Karriere beendete. Es handelte sich um die einzige vorzeitige Niederlage in der rund 28-jährigen Boxkarriere von Hopkins. Der Kampf war von HBO übertragen worden.
Am 15. Juli 2017 verlor er dann nach Punkten gegen den technisch überlegenen Kubaner Sullivan Barrera, hatten diesen jedoch in der ersten Runde am Boden. Eine weitere Niederlage erlitt er am 9. März 2019 beim Kampf um die WBA-Weltmeisterschaft im Halbschwergewicht nach Punkten gegen den Russen Dmitri Biwol.
2020 gelangen Smith beeindruckende Siege gegen Jesse Hart und Eleider Álvarez, womit er sich erneut für einen WM-Kampf qualifizierte. Er boxte dabei am 10. April 2021 um den vakanten WBO-Weltmeistertitel im Halbschwergewicht und siegte nach Punkten gegen den Russen Maxim Wlassow. Seine erste Titelverteidigung gewann er am 15. Januar 2022 durch KO in der neunten Runde gegen den US-Amerikaner Steve Geffrard.
Am 18. Juni 2022 verlor er einen Titel-Vereinigungskampf durch TKO in der zweiten Runde gegen den IBF- und WBC-Weltmeister Artur Beterbijew. Seinen nächsten Kampf verlor er am 7. Oktober 2023 nach Punkten gegen Gilberto Ramírez.